# Cladosporium
Cladosporium is een geslacht van schimmels, dat behoort tot de familie van de Mycosphaerellaceae en tast zowel dood organisch materiaal als levend plantenweefsel aan. Er zijn ruim 300 soorten die tot dit geslacht behoren. Ze komen overal in de grond voor behalve in de poolstreken. Het is een zeer donkere schimmel (donker olijfgroen tot zwart op bepaalde substraten), die gemakkelijk door de wind verspreid worden. De sporen worden gevormd in vertakte ketens.

## Systematiek
De soorten van Cladosporium werden vroeger gerekend tot de Fungi imperfecti. Ondertussen is van de meeste soorten ook de geslachtelijke (teleomorfe) fase bekend, waardoor deze nu ingedeeld worden bij de familie Pleosporaceae.

## Soorten
Volens Index Fungorum telt dit geslacht 343 soorten (april 2023):
| Soortnaam                            | Auteur(s)                                                              | Publicatiejaar |
| ------------------------------------ | ---------------------------------------------------------------------- | -------------- |
| Cladosporium acaciicola              | M.B. Ellis                                                             | 1976           |
| Cladosporium acalyphae               | Bensch, H.D. Shin, Crous & U. Braun                                    | 2010           |
| Cladosporium aciculare               | Bensch, Crous & U. Braun                                               | 2015           |
| Cladosporium adianticola             | R.F. Castañeda                                                         | 1987           |
| Cladosporium aecidiicola             | Thüm.                                                                  | 1876           |
| Cladosporium aerium                  | Bensch & Samson                                                        | 2018           |
| Cladosporium aggregatocicatricatum   | Bensch, Crous & U. Braun                                               | 2015           |
| Cladosporium agoseridis              | U. Braun & Rogerson                                                    | 1995           |
| Cladosporium albiziae                | S.N. Khan & B.M. Misra                                                 | 1999           |
| Cladosporium alboflavescens          | Sand.-Den., Gené & Cano                                                | 2016           |
| Cladosporium algarum                 | Cooke & Massee                                                         | 1888           |
| Cladosporium allicinum               | (Fr.) Bensch, U. Braun & Crous                                         | 2012           |
| Cladosporium allii                   | (Ellis & G. Martin) P.M. Kirk & J.G. Crompton                          | 1984           |
| Cladosporium allii-cepae             | (Ranoj.) M.B. Ellis                                                    | 1976           |
| Cladosporium alliicola               | H.D. Shin & U. Braun                                                   | 1995           |
| Cladosporium allii-porri             | (Sacc. & Briard) Boerema                                               | 1978           |
| Cladosporium alneum                  | Pass. ex K. Schub.                                                     | 2006           |
| Cladosporium alopecuri               | (Ellis & Everh.) U. Braun                                              | 2000           |
| Cladosporium alternicoloratum        | R.F. Castañeda & W.B. Kendr.                                           | 1991           |
| Cladosporium angulosum               | Sand.-Den., Deanna A. Sutton & Guarro                                  | 2016           |
| Cladosporium angustiherbarum         | Bensch, Crous & U. Braun                                               | 2015           |
| Cladosporium angustisporum           | Bensch, Summerell, Crous & U. Braun                                    | 2010           |
| Cladosporium angustiterminale        | Bensch, Crous & U. Braun                                               | 2015           |
| Cladosporium annonacearum            | H.D. Bhartiya, Anu Singh & N. Kumari                                   | 2022           |
| Cladosporium antarcticum             | K. Schub., Crous & U. Braun                                            | 2007           |
| Cladosporium anthropophilum          | Sand.-Den., Gené & Wiederh.                                            | 2016           |
| Cladosporium antillanum              | R.F. Castañeda                                                         | 1987           |
| Cladosporium aphidis                 | Thüm.                                                                  | 1877           |
| Cladosporium apicale                 | Berk. & Broome                                                         | 1873           |
| Cladosporium arenosum                | Gil-Durán & L. Sanhueza                                                | 2020           |
| Cladosporium aristolochiae           | H. Zhang & Z.Y. Zhang                                                  | 1998           |
| Cladosporium aromaticum              | Ellis & Everh.                                                         | 1895           |
| Cladosporium arthrinioides           | Thüm. & Beltrani                                                       | 1876           |
| Cladosporium arthropodii             | K. Schub. & C.F. Hill                                                  | 2006           |
| Cladosporium asperistipitatum        | U. Braun & K. Schub.                                                   | 2007           |
| Cladosporium asperulatum             | Bensch, Crous & U. Braun                                               | 2010           |
| Cladosporium astroideum              | Ces.                                                                   | 1853           |
| Cladosporium atriellum               | Cooke                                                                  | 1878           |
| Cladosporium auriculae               | (Cooke) J.C. David                                                     | 1997           |
| Cladosporium australiense            | Bensch, Summerell, Crous & U. Braun                                    | 2010           |
| Cladosporium austroafricanum         | Bensch, Crous & U. Braun                                               | 2015           |
| Cladosporium austrohemisphaericum    | Bensch, Crous & U. Braun                                               | 2015           |
| Cladosporium austrolitorale          | C. Gil-Durán & L. Sanhueza                                             | 2021           |
| Cladosporium baccae                  | Verwoerd & Dippen.                                                     | 1930           |
| Cladosporium balladynae              | Deighton                                                               | 1969           |
| Cladosporium banaticum               | Săvul.                                                                 | 1951           |
| Cladosporium basi-inflatum           | Bensch, Crous & U. Braun                                               | 2010           |
| Cladosporium bauhiniana              | Arv. Kumar, Anuj Kumar & Kharwar                                       | 2006           |
| Cladosporium boenninghauseniae       | Togashi & Katsuki                                                      | 1951           |
| Cladosporium borassi                 | Hasija                                                                 | 1967           |
| Cladosporium bosciae                 | (Sacc.) K. Schub.                                                      | 2006           |
| Cladosporium brachormium             | Berk. & Broome                                                         | 1851           |
| Cladosporium brassicae               | (Ellis & Barthol.) M.B. Ellis                                          | 1976           |
| Cladosporium brevicatenulatum        | Rebrik. & Sizova                                                       | 1978           |
| Cladosporium brevipes                | Peck                                                                   | 1887           |
| Cladosporium breviramosum            | Morgan-Jones                                                           | 1988           |
| Cladosporium brunneoatrum            | McAlpine                                                               | 1899           |
| Cladosporium brunneolum              | Sacc.                                                                  | 1886           |
| Cladosporium brunneum                | Corda                                                                  | 1837           |
| Cladosporium buchananiae             | S. Shrivast., N. Verma & A.N. Rai                                      | 2010           |
| Cladosporium buteicola               | Cooke                                                                  | 1876           |
| Cladosporium butyri                  | C.N. Jensen                                                            | 1901           |
| Cladosporium caprifimosum            | Iturrieta-González, Dania García & Gené                                | 2021           |
| Cladosporium caraganae               | K. Schub., U. Braun & H.D. Shin                                        | 2007           |
| Cladosporium caricinum               | C.F. Zhang & P.K. Chi                                                  | 2000           |
| Cladosporium carpesii                | Sawada                                                                 | 1958           |
| Cladosporium cassiae-surathensis     | J.M. Yen                                                               | 1981           |
| Cladosporium castellanii             | Borelli & Marcano                                                      | 1973           |
| Cladosporium chalastosporoides       | Bensch, Crous & U. Braun                                               | 2010           |
| Cladosporium chamaeropis             | (Unamuno) K. Schub.                                                    | 2006           |
| Cladosporium chasmanthicola          | Bensch, U. Braun & Crous                                               | 2017           |
| Cladosporium cheonis                 | (Chupp & Linder) U. Braun                                              | 2003           |
| Cladosporium chlamydeum              | Cif. & Redaelli                                                        | 1957           |
| Cladosporium chrysanthemi            | A.K. Das                                                               | 2003           |
| Cladosporium chrysophylli            | Thaung                                                                 | 1974           |
| Cladosporium chubutense              | K. Schub., Gresl. & Crous                                              | 2009           |
| Cladosporium circaea                 | Y. Qin & Z.Y. Zhang                                                    | 1999           |
| Cladosporium citri                   | Massee                                                                 | 1899           |
| Cladosporium cladosporioides         | (Fresen.) G.A. de Vries                                                | 1952           |
| Cladosporium clitoriae               | Haldar                                                                 | 2019           |
| Cladosporium colocasiae              | Sawada                                                                 | 1916           |
| Cladosporium colombiae               | K. Schub. & Crous                                                      | 2009           |
| Cladosporium coloradense             | Bensch & Samson                                                        | 2018           |
| Cladosporium confusum                | Matsush.                                                               | 1983           |
| Cladosporium coprophilum             | Iturrieta-González, Dania García & Gené                                | 2021           |
| Cladosporium coryphae                | (Syd. & P. Syd.) J.C. David                                            | 1997           |
| Cladosporium crousii                 | Sand.-Den., Cano & Guarro                                              | 2016           |
| Cladosporium cucumerinum             | Ellis & Arthur                                                         | 1889           |
| Cladosporium cycadacearum            | Sh. Kumar, Raghv. Singh, V.K. Pal, Upadhyaya & D.K. Agarwal            | 2007           |
| Cladosporium cycadicola              | Crous & R.G. Shivas                                                    | 2014           |
| Cladosporium cyrtomii                | Z.Y. Zhang, H.H. Peng & H. Zhang                                       | 1998           |
| Cladosporium desmodiicola            | A.K. Das                                                               | 2003           |
| Cladosporium devikae                 | Prasannath, Akinsanmi & R.G. Shivas                                    | 2021           |
| Cladosporium dianellicola            | Y. Cui & Z.Y. Zhang                                                    | 2001           |
| Cladosporium diaphanum               | Thüm.                                                                  | 1881           |
| Cladosporium digitalicola            | Z.Y. Zhang, T. Zhang & W.Q. Pu                                         | 1998           |
| Cladosporium domesticum              | Bensch & Samson                                                        | 2018           |
| Cladosporium dominicanum             | Zalar, de Hoog & Gunde-Cim.                                            | 2007           |
| Cladosporium dracaenatum             | Thüm.                                                                  | 1881           |
| Cladosporium edgeworthiae            | H. Zhang & Z.Y. Zhang                                                  | 1998           |
| Cladosporium elegans                 | Penz.                                                                  | 1882           |
| Cladosporium elsinoes                | H.C. Greene                                                            | 1959           |
| Cladosporium elymi                   | (Rostr.) U. Braun                                                      | 2015           |
| Cladosporium endophyticum            | Tibpromma & K.D. Hyde                                                  | 2018           |
| Cladosporium endoviticola            | Manwasinghe, X.H. Li & K.D. Hyde                                       | 2020           |
| Cladosporium entadae                 | Jayasiri, E.B.G. Jones & K.D. Hyde                                     | 2019           |
| Cladosporium epiphyllum              | (Pers.) Nees                                                           | 1816           |
| Cladosporium erianthi                | Thüm.                                                                  | 1879           |
| Cladosporium eucommiae               | S.Y. Wang, Yong Wang bis & Yan Li                                      | 2021           |
| Cladosporium europaeum               | Bensch & Samson                                                        | 2018           |
| Cladosporium exasperatum             | Bensch, Summerell, Crous & U. Braun                                    | 2010           |
| Cladosporium exile                   | Bensch, Glawe, Crous & U. Braun                                        | 2010           |
| Cladosporium exobasidii              | Jaap                                                                   | 1907           |
| Cladosporium extorre                 | Sacc.                                                                  | 1920           |
| Cladosporium ferox                   | (Kabát & Bubák ex Lindau) J.C. David                                   | 1997           |
| Cladosporium festucae                | Sawada                                                                 | 1958           |
| Cladosporium fildesense              | C. Gil-Durán, Vaca & R. Chávez                                         | 2021           |
| Cladosporium flabelliforme           | Bensch, Summerell, Crous & U. Braun                                    | 2010           |
| Cladosporium flavovirens             | Sand.-Den., Cano & Guarro                                              | 2016           |
| Cladosporium floccosum               | Sand.-Den., Cano & Guarro                                              | 2016           |
| Cladosporium foliorum                | Ellis & Everh. ex K. Schub.                                            | 2006           |
| Cladosporium forsythiae              | Z.Y. Zhang & T. Zhang                                                  | 1999           |
| Cladosporium fraxinicola             | K. Schub. & Mułenko                                                    | 2006           |
| Cladosporium fuligineum              | Bonord.                                                                | 1864           |
| Cladosporium fumagineum              | Sacc.                                                                  | 1920           |
| Cladosporium funiculosum             | W. Yamam.                                                              | 1959           |
| Cladosporium fuscoviride             | Iturrieta-González, Dania García & Gené                                | 2021           |
| Cladosporium fusiforme               | Zalar, de Hoog & Gunde-Cim.                                            | 2007           |
| Cladosporium galii                   | Mułenko, K. Schub. & M. Kozłowska                                      | 2004           |
| Cladosporium gallicola               | B. Sutton                                                              | 1973           |
| Cladosporium gamsianum               | Bensch, Crous & U. Braun                                               | 2010           |
| Cladosporium geniculatum             | Morgan-Jones                                                           | 1988           |
| Cladosporium gerwasiae               | Heuchert, U. Braun & K. Schub.                                         | 2005           |
| Cladosporium globisporum             | Bensch, Crous & U. Braun                                               | 2010           |
| Cladosporium glochidii               | C.D. Sharma, Gadp., Firdousi, A.N. Rai & K.M. Vyas                     | 1998           |
| Cladosporium grevilleae              | Crous & Summerell                                                      | 2011           |
| Cladosporium grumosum                | (Pers.) Link                                                           | 1824           |
| Cladosporium guizhouense             | S.Y. Wang, Yong Wang bis & Yan Li                                      | 2021           |
| Cladosporium gynoxidicola            | Petr.                                                                  | 1948           |
| Cladosporium halotolerans            | Zalar, de Hoog & Gunde-Cim.                                            | 2007           |
| Cladosporium haplophylli             | (Vasyag. & Tartenova) J.C. David                                       | 1997           |
| Cladosporium harknessii              | (Peck) S. Hughes                                                       | 1953           |
| Cladosporium hebeiense               | C.X. Wang, Xing H. Li & Yan M. Wei                                     | 2019           |
| Cladosporium heleophilum             | J.C. David                                                             | 1997           |
| Cladosporium helicosporum            | R.F. Castañeda & W.B. Kendr.                                           | 1997           |
| Cladosporium heliotropii             | Erikss.                                                                | 1891           |
| Cladosporium herbaroides             | K. Schub., Zalar, Crous & U. Braun                                     | 2007           |
| Cladosporium herbarum                | (Pers.) Link                                                           | 1816           |
| Cladosporium heterophragmatis        | S.A. Khan & M. Kamal                                                   | 1962           |
| Cladosporium heteropogonicola        | Y.P. Tan & R.G. Shivas                                                 | 2021           |
| Cladosporium heuglinianum            | Thüm.                                                                  | 1879           |
| Cladosporium hillianum               | Bensch, Crous & U. Braun                                               | 2010           |
| Cladosporium hippocrateae            | Bhartiya, N. Kumari, Sh. Kumar & Raghv. Singh                          | 2016           |
| Cladosporium hordei                  | Pass.                                                                  | 1887           |
| Cladosporium humile                  | Davis                                                                  | 1919           |
| Cladosporium hydrangeae              | Z.Y. Zhang & T.F. Li                                                   | 1999           |
| Cladosporium indicum                 | J.N. Rai, J.P. Tewari & Mukerji                                        | 1969           |
| Cladosporium inopinum                | (Petr.) U. Braun                                                       | 1995           |
| Cladosporium inversicolor            | Bensch, Crous & U. Braun                                               | 2010           |
| Cladosporium ipereniae               | Bensch, Crous & U. Braun                                               | 2015           |
| Cladosporium iranicum                | Bensch, Crous & U. Braun                                               | 2010           |
| Cladosporium iridis                  | (Fautrey & Roum.) G.A. de Vries                                        | 1952           |
| Cladosporium jacarandicola           | K. Schub., U. Braun & C.F. Hill                                        | 2004           |
| Cladosporium juglandinum             | Cooke                                                                  | 1888           |
| Cladosporium kapildharens            | C.D. Sharma, Gadp., Firdousi, A.N. Rai & K.M. Vyas                     | 1998           |
| Cladosporium kenpeggii               | Bensch, U. Braun & Crous                                               | 2017           |
| Cladosporium lacroixii               | Desm.                                                                  | 1860           |
| Cladosporium ladinum                 | E. Müll.                                                               | 1950           |
| Cladosporium langeronii              | (Fonseca, Leão & Nogueira) Vuill.                                      | 1931           |
| Cladosporium laxicapitulatum         | Matsush.                                                               | 1975           |
| Cladosporium lebrasiae               | V. Vasseur & Crous                                                     | 2016           |
| Cladosporium leguminicola            | U. Braun & K. Schub.                                                   | 2007           |
| Cladosporium lentulum                | Iturrieta-González, Dania García & Gené                                | 2021           |
| Cladosporium leprosum                | Morgan-Jones                                                           | 1977           |
| Cladosporium licheniphilum           | Heuchert & U. Braun                                                    | 2006           |
| Cladosporium limoniforme             | Bensch, Crous & U. Braun                                               | 2015           |
| Cladosporium liriodendri             | K. Schub. & U. Braun                                                   | 2006           |
| Cladosporium longicatenatum          | Bensch, Crous & U. Braun                                               | 2015           |
| Cladosporium longissimum             | Bensch, Crous & U. Braun                                               | 2015           |
| Cladosporium lophodermii             | Georgescu & Tutunaru                                                   | 1958           |
| Cladosporium lupiniphilum            | U. Braun                                                               | 1998           |
| Cladosporium macadamiae              | Prasannath, Akinsanmi & R.G. Shivas                                    | 2021           |
| Cladosporium macrocarpum             | Preuss                                                                 | 1848           |
| Cladosporium magnoliigena            | Jayasiri, E.B.G. Jones & K.D. Hyde                                     | 2019           |
| Cladosporium magnusianum             | (Jaap) M.B. Ellis                                                      | 1976           |
| Cladosporium malvacearum             | C.D. Sharma, Gadp., Firdousi, A.N. Rai & K.M. Vyas                     | 1998           |
| Cladosporium manoutchehrii           | Esfand.                                                                | 1951           |
| Cladosporium melospermae             | K. Schub. & U. Braun                                                   | 2007           |
| Cladosporium metaplexis              | Z.Y. Zhang & Xue Y. Wang                                               | 2000           |
| Cladosporium michoacanense           | Iturrieta-González, Gené & Dania García                                | 2018           |
| Cladosporium milii                   | Syd.                                                                   | 1914           |
| Cladosporium mimulicola              | U. Braun                                                               | 1994           |
| Cladosporium minourae                | Iwatsu                                                                 | 1984           |
| Cladosporium mitragynae              | Bhartiya, N. Kumari, Sh. Kumar & Raghv. Singh                          | 2015           |
| Cladosporium molle                   | Cooke                                                                  | 1878           |
| Cladosporium montecillanum           | Bensch, Crous & U. Braun                                               | 2015           |
| Cladosporium murorum                 | Petr.                                                                  | 1942           |
| Cladosporium murshidabadense         | Haldar                                                                 | 2019           |
| Cladosporium myriosporum             | Ellis & Dearn.                                                         | 1897           |
| Cladosporium myrtacearum             | K. Schub., U. Braun & R.G. Shivas                                      | 2005           |
| Cladosporium myrticola               | Bubák                                                                  | 1915           |
| Cladosporium neapolitanum            | Zimowska, Nicoletti & Król                                             | 2021           |
| Cladosporium needhamense             | Bensch & Samson                                                        | 2018           |
| Cladosporium neerlandicum            | Bensch & Samson                                                        | 2018           |
| Cladosporium neocheiropteridis       | Yun L. Liu & Z.Y. Zhang                                                | 2000           |
| Cladosporium neolangeronii           | Bensch & Samson                                                        | 2018           |
| Cladosporium neopsychrotolerans      | R. Ma & Qian Chen                                                      | 2017           |
| Cladosporium neottopteridis          | Yun L. Liu & Yong H. He                                                | 2000           |
| Cladosporium neriicola               | S.A. Khan & M. Kamal                                                   | 1974           |
| Cladosporium nigrelloides            | U. Braun & Mouch.                                                      | 1999           |
| Cladosporium nigrellum               | Ellis & Everh.                                                         | 1894           |
| Cladosporium ningboense              | J.J. Xu, Y.M. Wu & T.Y. Zhang                                          | 2017           |
| Cladosporium nitrariae               | Dumitraş & Bontea                                                      | 1967           |
| Cladosporium nodulosum               | Corda                                                                  | 1837           |
| Cladosporium obtectum                | Rabenh. ex Cooke                                                       | 1889           |
| Cladosporium omanense                | Halo, Maharachch., Al-Yahyai & Al-Sadi                                 | 2019           |
| Cladosporium oncobae                 | K. Schub. & C.F. Hill                                                  | 2006           |
| Cladosporium orchidacearum           | Cooke & Massee                                                         | 1888           |
| Cladosporium orchidiphilum           | K. Schub. & U. Braun                                                   | 2004           |
| Cladosporium oreodaphnes             | Allesch. ex K. Schub.                                                  | 2006           |
| Cladosporium ornithogali             | (Klotzsch ex Cooke) G.A. de Vries                                      | 1952           |
| Cladosporium ossifragi               | (Rostr.) U. Braun & K. Schub.                                          | 2007           |
| Cladosporium oxysporum               | Berk. & M.A. Curtis                                                    | 1868           |
| Cladosporium pallidum                | Berk. & M.A. Curtis                                                    | 1860           |
| Cladosporium paracladosporioides     | Bensch, Crous & U. Braun                                               | 2010           |
| Cladosporium parahalotolerans        | Bensch & Samson                                                        | 2018           |
| Cladosporium paralimoniforme         | R. Ma & Qian Chen                                                      | 2017           |
| Cladosporium parapenidielloides      | Bensch, Crous & U. Braun                                               | 2015           |
| Cladosporium parasubtilissimum       | Bensch & Samson                                                        | 2018           |
| Cladosporium paridis                 | H.W. Shen, Y.X. Xu, H.Y. Su & Z.L. Luo                                 | 2021           |
| Cladosporium passiflorae             | A.W.C. Rosado & O.L. Pereira                                           | 2019           |
| Cladosporium passifloricola          | A.W.C. Rosado & O.L. Pereira                                           | 2019           |
| Cladosporium penidielloides          | Bensch, Crous & U. Braun                                               | 2015           |
| Cladosporium perangustum             | Bensch, Crous & U. Braun                                               | 2010           |
| Cladosporium pericarpium             | Cooke                                                                  | 1883           |
| Cladosporium peruamazonicum          | Matsush.                                                               | 1993           |
| Cladosporium pestalotiopsidis        | R.L. Zhao & G.C. Zhao                                                  | 2012           |
| Cladosporium phaenocomae             | Crous                                                                  | 2011           |
| Cladosporium phlei                   | (C.T. Greg.) G.A. de Vries                                             | 1952           |
| Cladosporium phlei-pratensis         | Sawada                                                                 | 1958           |
| Cladosporium phyllactiniicola        | Bensch, Glawe, Crous & U. Braun                                        | 2010           |
| Cladosporium phyllogenum             | K. Schub.                                                              | 2008           |
| Cladosporium phyllophilum            | McAlpine                                                               | 1896           |
| Cladosporium pini-ponderosae         | K. Schub., Gresl. & Crous                                              | 2009           |
| Cladosporium pipericola              | R.A. Singh & Shankar                                                   | 1971           |
| Cladosporium pisi                    | Cugini & Macch.                                                        | 1891           |
| Cladosporium platycodonis            | Z.Y. Zhang & H. Zhang                                                  | 2000           |
| Cladosporium polonicum               | Zimowska & Król                                                        | 2021           |
| Cladosporium polygonati              | M.B. Ellis                                                             | 1976           |
| Cladosporium polymorphosporum        | R.F. Castañeda & W.B. Kendr.                                           | 1991           |
| Cladosporium populicola              | K. Schub. & U. Braun                                                   | 2006           |
| Cladosporium praecox                 | (Niessl) U. Braun                                                      | 2000           |
| Cladosporium prolongatum             | R. Ma & Qian Chen                                                      | 2017           |
| Cladosporium proteacearum            | Prasannath, Akinsanmi & R.G. Shivas                                    | 2021           |
| Cladosporium pseudiridis             | K. Schub., C.F. Hill, Crous & U. Braun                                 | 2007           |
| Cladosporium pseudochalastosporoides | Bensch, Crous & U. Braun                                               | 2015           |
| Cladosporium pseudocladosporioides   | Bensch, Crous & U. Braun                                               | 2010           |
| Cladosporium pseudotenellum          | Iturrieta-González, Dania García & Gené                                | 2021           |
| Cladosporium psidiicola              | J.M. Yen                                                               | 1980           |
| Cladosporium psoraleae               | M.B. Ellis                                                             | 1972           |
| Cladosporium psychrotolerans         | Zalar, de Hoog & Gunde-Cim.                                            | 2007           |
| Cladosporium pucciniae               | R.L. Zhao                                                              | 2012           |
| Cladosporium pulvericola             | Bensch & Samson                                                        | 2018           |
| Cladosporium punctulatum             | Sacc. & Ellis                                                          | 1882           |
| Cladosporium puris                   | M.L.R. Freitas & O.L. Pereira                                          | 2021           |
| Cladosporium puyae                   | Bensch, Crous & U. Braun                                               | 2015           |
| Cladosporium queenslandicum          | Y.P. Tan & R.G. Shivas                                                 | 2021           |
| Cladosporium ramotenellum            | K. Schub., Zalar, Crous & U. Braun                                     | 2007           |
| Cladosporium ramulosum               | Reissek                                                                | 1851           |
| Cladosporium rectangulare            | K. Schub. & U. Braun                                                   | 2004           |
| Cladosporium rectoides               | Bensch, H.D. Shin, Crous & U. Braun                                    | 2010           |
| Cladosporium rhododendri             | K. Schub.                                                              | 2007           |
| Cladosporium rhoicola                | Bensch, Crous & U. Braun                                               | 2015           |
| Cladosporium robiniae                | (Kabát & Bubák) J.C. David                                             | 1997           |
| Cladosporium rubrum                  | T. Vicente, M. Gonçalves & A. Alves                                    | 2021           |
| Cladosporium ruguloflabelliforme     | Bensch, Crous & U. Braun                                               | 2015           |
| Cladosporium rugulovarians           | Bensch, Crous & U. Braun                                               | 2015           |
| Cladosporium rutae                   | (T.M. Achundov) U. Braun                                               | 1998           |
| Cladosporium salicis-sitchensis      | Dearn. & Barthol.                                                      | 1924           |
| Cladosporium salinae                 | Zalar, de Hoog & Gunde-Cim.                                            | 2007           |
| Cladosporium sarmentorum             | (Riedl & Ershad) U. Braun                                              | 2009           |
| Cladosporium scabrellum              | Bensch, Schroers, Crous & U. Braun                                     | 2010           |
| Cladosporium schizothytii            | R.L. Zhao & G.C. Zhao                                                  | 2012           |
| Cladosporium silenes                 | Crous                                                                  | 2011           |
| Cladosporium sinense                 | Bensch & Samson                                                        | 2018           |
| Cladosporium sinuatum                | R. Ma & Qian Chen                                                      | 2017           |
| Cladosporium sinuosum                | K. Schub., C.F. Hill, Crous & U. Braun                                 | 2007           |
| Cladosporium sloanii                 | Bensch & Samson                                                        | 2018           |
| Cladosporium smilacicola             | K. Schub.                                                              | 2006           |
| Cladosporium soldanellae             | Jaap                                                                   | 1907           |
| Cladosporium sorghi                  | S.R. Chowdhury                                                         | 1970           |
| Cladosporium sphaeroideum            | Cooke                                                                  | 1879           |
| Cladosporium sphaerospermum          | Penz.                                                                  | 1882           |
| Cladosporium spinaciarum             | Raghv. Singh, Sh. Kumar, Pall. Sharma, K. Shukla, Kamal & D.K. Agarwal | 2008           |
| Cladosporium spinulosum              | Zalar, de Hoog & Gunde-Cim.                                            | 2007           |
| Cladosporium spongiosum              | Berk. & M.A. Curtis                                                    | 1868           |
| Cladosporium stipagrostidicola       | Crous                                                                  | 2021           |
| Cladosporium strobilanthis           | H.J. Lu, Yun L. Liu & Z.Y. Zhang                                       | 2003           |
| Cladosporium subcinereum             | Sand.-Den., Deanna A. Sutton & Gené                                    | 2016           |
| Cladosporium subinflatum             | K. Schub., Zalar, Crous & U. Braun                                     | 2007           |
| Cladosporium submersum               | Iturrieta-González, Dania García & Gené                                | 2021           |
| Cladosporium subnodosum              | Cooke                                                                  | 1889           |
| Cladosporium subobtectum             | U. Braun & K. Schub.                                                   | 2007           |
| Cladosporium subsessile              | Ellis & Barthol.                                                       | 1896           |
| Cladosporium subtilissimum           | K. Schub., Dugan, Crous & U. Braun                                     | 2007           |
| Cladosporium subuliforme             | Bensch, Crous & U. Braun                                               | 2010           |
| Cladosporium succulentum             | Sand.-Den., Deanna A. Sutton & Cano                                    | 2016           |
| Cladosporium syringae                | (Oudem.) Montem.                                                       | 1915           |
| Cladosporium syringicola             | K. Schub. & U. Braun                                                   | 2006           |
| Cladosporium telinicola              | G.C. Zhao & R.L. Zhao                                                  | 2012           |
| Cladosporium tenellum                | K. Schub., Zalar, Crous & U. Braun                                     | 2007           |
| Cladosporium tenuissimum             | Cooke                                                                  | 1878           |
| Cladosporium tetrapanacis            | D.X. Wu & Z.Y. Zhang                                                   | 2003           |
| Cladosporium tianshanense            | R. Ma & Qian Chen                                                      | 2017           |
| Cladosporium trilliicola             | J.C. David                                                             | 2004           |
| Cladosporium tuberosum               | Sand.-Den., Cano & Wiederh.                                            | 2016           |
| Cladosporium typhae                  | Schwein.                                                               | 1832           |
| Cladosporium typharum                | Desm.                                                                  | 1834           |
| Cladosporium uniseptosporum          | Matsush.                                                               | 1975           |
| Cladosporium uredinicola             | Speg.                                                                  | 1912           |
| Cladosporium uwebraunianum           | Bensch & Samson                                                        | 2018           |
| Cladosporium variabile               | (Cooke) G.A. de Vries                                                  | 1952           |
| Cladosporium varians                 | U. Braun, Melnik & K. Schub.                                           | 2008           |
| Cladosporium velox                   | Zalar, de Hoog & Gunde-Cim.                                            | 2007           |
| Cladosporium velutinum               | Ellis & Tracy                                                          | 1890           |
| Cladosporium verrucocladosporioides  | Bensch, H.D. Shin, Crous & U. Braun                                    | 2010           |
| Cladosporium verrucomycelium         | G.C. Zhao & R.L. Zhao                                                  | 2012           |
| Cladosporium verruculosum            | R. Ma & Qian Chen                                                      | 2017           |
| Cladosporium versiforme              | Bensch, Crous & U. Braun                                               | 2015           |
| Cladosporium vicinum                 | Bensch & Samson                                                        | 2018           |
| Cladosporium victorialis             | (Thüm.) U. Braun & H.D. Shin                                           | 1997           |
| Cladosporium vignae                  | M.W. Gardner                                                           | 1925           |
| Cladosporium vincicola               | U. Braun & K. Schub.                                                   | 2008           |
| Cladosporium welwitschiicola         | Bensch, U. Braun & Crous                                               | 2017           |
| Cladosporium westerdijkiae           | Bensch & Samson                                                        | 2018           |
| Cladosporium wyomingense             | Bensch & Samson                                                        | 2018           |
| Cladosporium xanthochromaticum       | Sand.-Den., Gené & Cano                                                | 2016           |
| Cladosporium xylophilum              | Bensch, Shabunin, Crous & U. Braun                                     | 2010           |
| Cladosporium xyridis                 | Tracy & Earle                                                          | 1896           |
| Cladosporium yuccae                  | U. Braun                                                               | 2009           |
| Cladosporium yunnanense              | H.W. Shen, Y.X. Xu, H.Y. Su & Z.L. Luo                                 | 2021           |
| Cladosporium zeae                    | Peck                                                                   | 1894           |
| Cladosporium ziziphi                 | P. Karst. & Roum.                                                      | 1890           |